# Le Pardon (film, 2020)
Pour les articles homonymes, voir Le Pardon.
Pour plus de détails, voir Fiche technique et Distribution.
Le Pardon (قصیده گاو سفید, Ghasideyeh gave sefid) est un film franco-iranien de Maryam Moqadam et Behtash Sanaeeha, sorti en 2020.

## Synopsis
La vie de Mina est bouleversée lorsqu’elle apprend que son mari était innocent du crime pour lequel il a été exécuté. Seule avec sa fille sourde, elle n'accepte pas l'erreur judiciaire qui l'a frappée. Quelque temps plus tard, un homme qui se présente comme voulant lui rembourser de l'argent qu'il devait à son mari défunt se présente. Il est plein de sollicitude envers Mina, lui procure un nouveau logement et lui permet de gagner un procès contre son beau-père qui voulait lui enlever la garde de sa fille, mais il ne dit pas toute la vérité sur lui à Mina car il sait qu'elle ne lui pardonnera pas.

## Fiche technique
- Titre français : Le Pardon
- Titre original : قصیده گاو سفید, Ghasideyeh gave sefid
- Réalisation : Maryam Moqadam et Behtash Sanaeeha
- Scénario : Mehrdad Kouroshniya, Maryam Moqadam et Behtash Sanaeeha
- Costumes : Atoosa Ghalamfarsaie
- Photographie : Amin Jafari
- Montage : Ata Mehrad et Behtash Sanaeeha
- Pays de production :  Iran et  France
- Format : couleur
- Genre : drame
- Dates de sortie :
  - Iran : 1er février 2020
  - France : 27 octobre 2021

## Distribution
- Maryam Moqadam : Mina
- Alireza Sani Far : Reza
- Pouria Rahimi Sam : le frère de Babak
- Avin Poor Raoufi : Bita
- Farid Ghobadi : le collègue de Reza
- Lili Farhadpour : la voisine de Mina

## Distinction
- Berlinale 2021 : sélection officielle